# Rhetus iphinoe
Rhetus iphinoe är en fjärilsart som beskrevs av Jean Baptiste Godart 1824. Rhetus iphinoe ingår i släktet Rhetus och familjen Riodinidae. Inga underarter finns listade.